# Florence Kiplagatová
Florence Jebet Kiplagatová (* 27. února 1987) je vrcholová keňská vytrvalkyně, závodící na dlouhých tratích. V současnosti je držitelkou tří ženských světových rekordů, a to v běhu na 15 kilometrů (46:14 min; 2015); 20 kilometrů (61:54 min; 2015) a především v půlmaratonu (1:05:09 hod.; 2015). Je vítězkou mistrovství světa v přespolním běhu z roku 2009 a v půlmaratónu (2010). Drží také keňský národní rekord v běhu na 10 000 metrů na dráze časem 30:11,53 min (2009).

## Osobní rekordy
- 1500 metrů – 4:09,0 min (2007)
- 3000 metrů - 8:40,72 min (2010)
- 5000 metrů – 14:40,14 min (2009)
- 10 000 metrů – 30:11,53 min (2009)
- 10 km - 31:02 min (2015)
- 10 mil – 53:53 min (2013)
- 15 km – 46:14 min (2015) SR
- 20 km – 1:01:54 min (2015) SR
- Půlmaraton – 1:05:09 hod (2015) SR
- 25 km - 1:22:56 hod (2013)
- 30 km – 1:39:11 hod (2011)
- Maratón – 2:19:44 hod (2011)